# Cá bống cát trắng
Cá bống cát hay còn gọi là cá bống cát trắng (Danh pháp khoa học: Glossogobius sparsipapillus) cũng còn được gọi là Cá bống của Nhật Hoàng là một loài cá bống trắng thuộc chi Glossogobius. Đây là loài đặc hữu được phát hiện tại Cần Thơ bởi Thiên hoàng Akihito. Loài cá này được phát hiện phân bố ở cả Cần Thơ và Bến Tre, Việt Nam.

## Lịch sử
Vào những năm 1970, trong lúc làm luận văn, Thái tử Akihito, đã phát hiện một loài cá bống trắng mới ở sông Cần Thơ. Tất cả những đặc điểm trên đều được miêu tả cụ tỉ trong công trình nghiên cứu và công bố năm 1976. Tháng 3 năm 2009, Thái tử Naruhito thay mặt Nhà vua trao tặng Trường Đại học Khoa học tự nhiên công trình nghiên cứu phát hiện giống cá bống cát trắng. Hiện vật vẫn đang được Bảo tàng sinh học thuộc khoa Sinh học, Đại học Tổng hợp Hà Nội lưu.

## Đặc điểm
Cá có kích thước tương đối lớn, sống trong nước ngọt và nước lợ. Chúng có thân thon dài, phía sau dẹp ngang, đầu dẹp đứng, mõm dài và nhọn. Mắt của loài cá Bống này gần như nằm ngang trên đỉnh đầu. Hai lỗ mũi tương đối gần nhau. Lỗ mũi trước hình ống. Miệng rộng, xiên. Hàm dưới hơi nhô ra. Rạch miệng kéo dài đến bờ trước của ổ mắt. Trên mỗi hàm của loài cá có nhiều hàng răng, hàng trong và hàng ngoài cùng nở rộng. Lưỡi chẻ đôi. Khe mang rộng. Trên má có 5 đường cảm giác chạy song song, tất cả đều là đường đơn.
Vảy tròn trước vây lưng nhỏ kéo dài đến bờ sau ổ mắt. Thân phủ vảy lược to. Vây lưng hai cái rời nhau. Khởi điểm vây lưng thứ hai trước vây hậu môn. Vây ngực tròn dài. Vây bụng hình bầu dục dài. Vây đuôi tù. Thân có màu nâu hoặc hơi vàng nhạt. Có 5 đường đốm đen nhạt dọc theo đường giữa hông. Bề rộng đốm đen nhỏ hơn nửa chiều cao thân tại chỗ đó. Trên nắp mang có màu đen. Vây lưng và vây đuôi lốm đốm điểm đen. Vây bụng, vây hậu môn và vây ngực có màu sắc đơn giản.